# رونا باريت
رونا باريت (بالإنجليزية: Rona Barrett) (8 أكتوبر 1936، نيويورك في الولايات المتحدة)؛ صحفية وروائية أمريكية.

## روابط خارجية
- رونا باريت على موقع IMDb (الإنجليزية)
- رونا باريت على موقع إن إن دي بي (الإنجليزية)
- رونا باريت على موقع قاعدة بيانات الفيلم (الإنجليزية)